# Mateu Fletxa el Vell
Mateu Fletxa el Vell   (Prades, 1481 - Reial Monestir de Santa Maria de Poblet, 1553) fou un compositor català del Renaixement. La seva principal contribució va ser la creació del gènere musical de l'ensalada: composicions polifòniques que utilitzen alguns elements del llenguatge contrapuntístic provinent tant del madrigal com de la música religiosa, per a quatre o cinc veus, i que combina elements dramàtics i còmics, i populars i cultes.
Va estudiar amb el mestre Joan Castelló. El 1523, fou nomenat mestre de capella de la Seu de Lleida. El 1525, va ocupar el mateix càrrec probablement a la catedral de Sigüenza i, entre el 1544 i el 1548, va ensenyar música a les filles de Carles V, Maria i Joana, i on també va ser mestre de la capella reial. En els seus últims anys, va ingressar com a monjo al Monestir de Poblet.
Les seves obres més importants són les ensalades (El Jubilate, El fuego, La bomba, La negrina, La guerra, La viuda, La justa i altres) i alguns villancets.
El seu nebot Mateu Fletxa el Jove (1530–1604) va publicar per primera vegada les Ensalades a Praga el 1581.